# Nova Cruz
Nova Cruz é um município brasileiro localizado no interior do estado do Rio Grande do Norte. De acordo com a estimativa realizada pelo IBGE (Instituto Brasileiro de Geografia e Estatística), no ano de 2024, sua população é de 35 534 habitantes, sendo o décimo quarto município mais populoso do estado. Possui uma área territorial de 277,319 km².

## História
Era início do século XVI quando surgiu um núcleo populacional às margens do rio Curimataú, resultado da instalação de uma hospedaria pertencente aos primeiros moradores que ali chegaram. Essa hospedaria destinava-se ao descanso dos boiadeiros, vindos da Paraíba e de Pernambuco, quando passavam pela região com seus rebanhos. O crescimento da povoação foi aumentando, quando foram fixadas moradias por muitos boiadeiros que por ali passavam.
No início o povoado foi chamado de Urtigal, devido à quantidade de urtigas existentes no local, segundo historiadores. Logo depois seu nome foi mudado para Anta Esfolada, em virtude de alguns fatos ocorridos na localidade, contados pelo historiador Manoel Dantas, que diz:
| “ | Existia no território uma anta com espírito maligno. Em determinado dia um astuto caçador conseguiu prender o animal numa armadilha. Na ânsia de tirar o feitiço da anta, o caçador partiu para esfolar o animal vivo. Mas logo no primeiro talho a anta conseguiu escapar, deixando para trás sua pele e penetrando mata adentro" | ” |

Tornando-se o terror daquelas paragens e sem que o povoado conhecesse outra denominação, continuava sendo chamado de Anta Esfolada, até que um missionário conhecedor de artes diabólicas e exorcismo, percebendo que o demônio fazia mal àquela terra, através do corpo da anta, adquiriu galhos de inharé vindos de Santa Cruz, fez uma cruz e fincou no ponto mais alto da vereda por onde o animal costumava passar.
No dia 15 de março de 1852, pela Lei Provincial nº 245, foi o distrito foi elevado à condição de vila, que só recebeu foros de cidade em 3 de dezembro de 1919.

## Geografia
De acordo com a divisão do Instituto Brasileiro de Geografia e Estatística (IBGE) vigente desde 2017, Nova Cruz pertence à região geográfica intermediária de Natal e à região imediata de Santo Antônio–Passa-e-Fica–Nova Cruz. Até então, com a vigência das divisões em microrregiões e mesorregiões, fazia parte da microrregião do Agreste Potiguar, que por sua vez estava incluída na mesorregião de mesmo nome.
Com uma área de 277,658 km² (0,5258% da superfície estadual), Nova Cruz está distante 114 km da capital estadual, Natal, e 2 337 km da capital federal, Brasília. Faz limite com os municípios de Santo Antônio, Várzea e Espírito Santo a norte; Montanhas e Pedro Velho a leste; Lagoa d'Anta e Passa-e-Fica a oeste e a sul com o estado da Paraíba (municípios de Tacima, Logradouro, Caiçara e Jacaraú).
O relevo do município, com altitudes entre 50 e 200 metros, está inserido na depressão sublitorânea, que abrange terrenos rebaixados de transição entre os tabuleiros costeiros e o Planalto da Borborema. Geologicamente, o município está inserido em área de abrangência de rochas que compõem o embasamento cristalino, nas áreas de menor altitude e nos vales dos rios, provenientes do período Pré-Cambriano, com idade entre 1,1 e 2,5 bilhões de anos, além das coberturas colúvios-eluviais nas regiões mais altas. Geomorfologicamente predominam formas tabulares, com diferentes ordens de grandeza e de topo plano.
| Janeiro                                | 107,2 mm | 07/01/1948 |
| Fevereiro                              | 102 mm   | 14/02/2018 |
| Março                                  | 119 mm   | 29/03/1976 |
| Abril                                  | 105 mm   | 03/04/2011 |
| Maio                                   | 144 mm   | 21/05/1976 |
| Junho                                  | 190,4 mm | 09/06/1980 |
| Julho                                  | 93 mm    | 05/07/1994 |
| Agosto                                 | 100,2 mm | 09/08/1988 |
| Setembro                               | 130,2 mm | 04/09/1979 |
| Outubro                                | 90,1 mm  | 24/10/1977 |
| Novembro                               | 47,3 mm  | 01/11/1948 |
| Dezembro                               | 58,2 mm  | 09/12/1945 |
| Fonte: EMPARN (período: 1928-presente) |          |            |

O solo predominante é o planossolo, cujas características são o alto nível de fertilidade, a textura formada por areia ou argila, porém de imperfeito a mal drenado. A sudeste há o podzólico vermelho amarelo equivalente eutrófico (chamado de luvissolo na nova classificação brasileira de solos) e, a nordeste, as areias quartzosas (neossolos).
Esses solos são cobertos por uma vegetação de pequeno porte, a caatinga, cujo bioma que abrange 98% da área do município. Dentre as espécies encontradas estão o angico, a aroeira, a braúna, a catingueira, o juazeiro, o mandacaru, o marmeleiro e o umbuzeiro. Os 2% restantes estão inseridos no bioma da Mata Atlântica, sob a forma de floresta subcaducifólia, cujas espécies possuem folhas caducas.
Nova Cruz possui cerca de 70% do seu território inserido na bacia hidrográfica do rio Curimataú e os 30% restantes na bacia do rio Jacu. Os principais rios são Calabouço e Curimataú e os principais riachos são Curralinho, Massaranduba, João Gomes e Três Voltas. A hidrografia local também é marcada pelas lagoas do Bastião, do Couro, dos Currais, da Espera, Jenipapo, Limpa, do Peixe, Redonda e Umari. Os principais açudes, com capacidade igual ou superior a cem mil metros cúbicos (m³) de água são Pau Barriga (150 000 m³), Xique-Xique (124 700 m³) e do Seixo (100 000 m³).
O clima de Nova Cruz é semiárido (do tipo Bsh na classificação climática de Köppen-Geiger), com chuvas concentradas no período de março até junho, sendo o índice pluviométrico em torno de 750 mm/ano. Segundo dados da Empresa de Pesquisa Agropecuária do Rio Grande do Norte (EMPARN), desde 1928 o maior acumulado de chuva em 24 horas registrado em Nova Cruz foi de 190,4 mm em 9 de junho de 1980. O recorde mensal é de 481,1 mm em abril de 1935, seguido por 480,3 mm em janeiro de 2004. Desde dezembro de 2019, quando a cidade passou a contar com uma estação meteorológica automática da EMPARN, a menor temperatura foi registrada em 22 de julho de 2020 (18,7 °C) e a maior em 23 de março de 2020 (38,1 °C).
| Dados climatológicos para Nova Cruz                                                             | Dados climatológicos para Nova Cruz | Dados climatológicos para Nova Cruz | Dados climatológicos para Nova Cruz | Dados climatológicos para Nova Cruz | Dados climatológicos para Nova Cruz | Dados climatológicos para Nova Cruz | Dados climatológicos para Nova Cruz | Dados climatológicos para Nova Cruz | Dados climatológicos para Nova Cruz | Dados climatológicos para Nova Cruz | Dados climatológicos para Nova Cruz | Dados climatológicos para Nova Cruz | Dados climatológicos para Nova Cruz |
| Mês                                                                                             | Jan                                 | Fev                                 | Mar                                 | Abr                                 | Mai                                 | Jun                                 | Jul                                 | Ago                                 | Set                                 | Out                                 | Nov                                 | Dez                                 | Ano                                 |
| ----------------------------------------------------------------------------------------------- | ----------------------------------- | ----------------------------------- | ----------------------------------- | ----------------------------------- | ----------------------------------- | ----------------------------------- | ----------------------------------- | ----------------------------------- | ----------------------------------- | ----------------------------------- | ----------------------------------- | ----------------------------------- | ----------------------------------- |
| Temperatura máxima recorde (°C)                                                                 | 37,4                                | 37,2                                | 38,1                                | 36,2                                | 35,1                                | 32,4                                | 32,5                                | 33,9                                | 34,7                                | 35,3                                | 35,4                                | 35,8                                | 38,1                                |
| Temperatura mínima recorde (°C)                                                                 | 21,2                                | 22,7                                | 22,4                                | 21,8                                | 21,3                                | 19,8                                | 18,7                                | 19,4                                | 19,3                                | 20                                  | 21,8                                | 21,3                                | 18,7                                |
| Precipitação (mm)                                                                               | 43,2                                | 61,1                                | 107,3                               | 129,8                               | 111,2                               | 109,1                               | 85                                  | 42,4                                | 22,5                                | 10,1                                | 11,9                                | 13,6                                | 747,2                               |
| Fonte: EMPARN (recordes de temperatura: 14/12/2019-presente; médias de precipitação: 1928-2018) |                                     |                                     |                                     |                                     |                                     |                                     |                                     |                                     |                                     |                                     |                                     |                                     |                                     |

## Demografia
A população de Nova Cruz no censo demográfico de 2022 era de 34 269 habitantes, sendo o décimo quarto município mais populoso do Rio Grande do Norte, apresentando uma densidade populacional de 128,1 km². Desse total, 24 380 viviam na zona urbana (68,7 %) e 11 110 na zona rural (31,3 %). Ao mesmo tempo, 17 991 eram do sexo feminino (50,69 %) e 17 499 do sexo masculino (49,31 %), tendo uma razão de sexo de 97,27. Quanto à faixa etária, 9 692 pessoas tinham menos de 15 anos (27,31 %), 22 669 entre 15 e 64 anos (63,87 %) e 3 129 possuíam 65 anos ou mais (8,82 %). Ainda segundo o mesmo censo, a população era formada por 19 642 pardos (55,34 %), 14 665 brancos (41,32 %), 986 pretos (2,78 %) e 190 amarelos (0,54 %).
Considerando-se a nacionalidade, todos os habitantes eram brasileiros natos. Em relação à região de nascimento, 34 592 eram nascidos na Região Nordeste (97,43 %), 785 no Sudeste (2,21 %),  37 no Norte (0,1 %), 25 no Sul (0,07 %) e 23 no Centro-Oeste (0,06 %), além de 29 sem especificação (0,08 %). 30 842 habitantes eram naturais do Rio Grande do Norte (86,9 %) e, desse total, 25 349 eram nascidos em Nova Cruz (71,43 %). Entre os naturais de outras unidades da federação (11,01%), a Paraíba era o estado com maior presença, com 3 574 habitantes residentes (10,07 %), seguido por São Paulo, com 453 (1,28 %) e pelo Rio de Janeiro, com 323 (0,91 %). No mesmo ano, dezoito pessoas emigraram de Nova Cruz para outros países, sendo quinze para a Europa (83,33 %) e para a América do Norte (16,67 %). Em relação aos países de destino, cinco foram para a Itália (27,78 %), três para Portugal (16,67 %), três para o México (16,67 %), dois para a Alemanha (11,11 %), um para o Reino Unido (5,56 %), um para a Noruega (5,56 %) e um para a Espanha (5,56 %), além de dois para outros países europeus (11,11 %). Para 2013, a estimativa populacional é de 37 079 habitantes.
O Índice de Desenvolvimento Humano do município é considerado médio, de acordo com dados do Programa das Nações Unidas para o Desenvolvimento. Segundo dados do relatório de 2010, divulgados em 2013, seu valor era de 0,629, sendo o 39º maior do Rio Grande do Norte e o 3 501 º do Brasil. Considerando-se apenas o índice de longevidade, seu valor é de 0,788, o valor do índice de renda é de 0,589 e o de educação é de 0,537. Em 2003, o índice de pobreza era de 64,76 % (o índice subjetivo era de 69,7 %). De 2000 a 2010, a proporção de pessoas com renda domiciliar per capita de até 140 reais passou de 62,4 % para 36,7 %, apresentando uma redução de 41,2 %. Em 2010, 63,3 % da população vivia acima da linha de pobreza, 19,8 % abaixo da linha de pobreza e 16,9 % entre as linhas de indigência e de pobreza. No mesmo ano, o índice de Gini era de 0,52 e os 20 % mais ricos eram responsáveis por 54,43 % no rendimento total municipal, valor 23,6 vezes superior à dos 20% mais pobres, que era de apenas 2,31 %.

### Religião

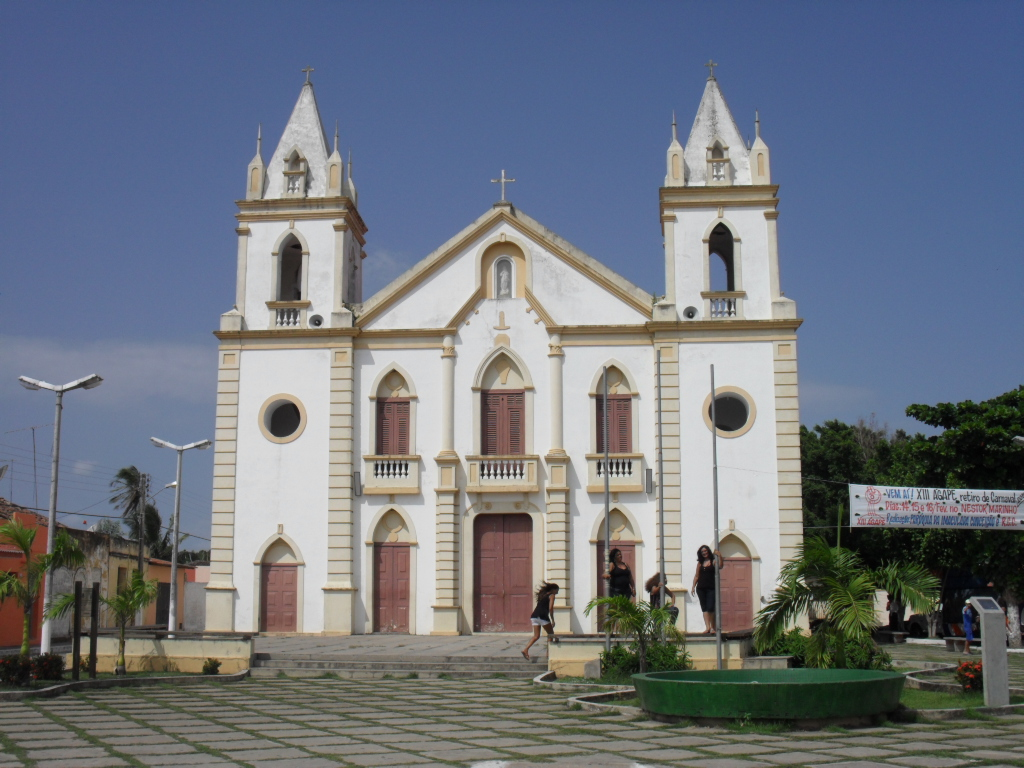
Igreja Matriz de Nossa Senhora da Conceição

Conforme a atual divisão feita pela Igreja Católica, Nova Cruz está inserido na oitava zonal da Arquidiocese de Natal, sendo a sede da Paróquia da Imaculada Conceição, que foi criada em 12 de março de 1868 e também abrange o município de Lagoa d'Anta. No censo de 2010, o catolicismo romano era a religião predominante em Nova Cruz, com 29 612 adeptos, ou 83,44 % da população municipal.
Nova Cruz também os mais diversos credos protestantes reformados. Em 2010, 3 928 habitantes (11,07 %) eram evangélicos, sendo 2 658 pertencentes às evangélicas de origem pentecostal, 255 às de missão e 1 016 a outras igrejas. Além do catolicismo romano e do protestantismo, também havia 1 338 sem religião (3,74 %) - dentre os quais nove ateus (0,03 %) -, 168 testemunhas de Jeová (0,47 %), 143 católicos ortodoxos (0,4 %), 114 seguidores de outras religiosidades cristãs, 64 católicos apostólicos brasileiros (0,18 %) e 35 umbandistas e candomblecistas (0,1 %). Outros 32 tinham religião indeterminada ou múltiplo pertencimento e 28 não souberam.
O poder legislativo é constituído pela Câmara Municipal, composta por treze vereadores eleitos para mandatos de quatro anos. Na atual legislatura, iniciada em 2021, é formada por seis cadeiras do Movimento Democrático Brasileiro (MDB), três do  Republicanos (REPUBLICANOS), duas do Partido Social Democrático (PSD), uma do Partido Progressistas (PP), uma do Partido Socialista Brasileiro (PSB). Seu atual presidente é o vereador Gelson Vitor (MDB), eleito para o biênio 2021-2022.
De acordo com o Tribunal Superior Eleitoral (TSE), o município possuía, em dezembro de 2013, 28 394 eleitores, o que representa 1,207 % do total do Rio Grande do Norte.

## Conselhos Municipais
Existem ainda alguns conselhos municipais em atividade. São eles: Antidrogas, Assistência Social, Cultura, Defesa do Meio Ambiente, Desenvolvimento Econômico Sustentável, Direito da Mulher, Educação, FUMAC, FUNDEF, Saúde, Trabalho Comunitário, Turismo e Tutelar. Nova Cruz se rege por sua lei orgânica, que foi promulgada no dia 3 de abril de 1990, e é sede de uma comarca do Poder Judiciário do Rio Grande do Norte, de terceira entrância, cujos termos são Lagoa d'Anta, Montanhas e Passa-e-Fica.

## Cultura

### Artesanato, festas e eventos
O artesanato é uma das formas mais espontâneas da expressão cultural novacruzense. Em várias partes do município é possível encontrar uma produção artesanal diferenciada, feita com matérias-primas regionais e criada de acordo com a cultura e o modo de vida local. Alguns grupos reúnem diversos artesãos da região, disponibilizando espaço para confecção, exposição e venda dos produtos artesanais. Normalmente essas peças são vendidas em feiras, exposições ou lojas de artesanato. Algumas dessas exposições ocorrem na Casa da Cultura.
Nova Cruz realiza uma diversa quantidade de eventos todos os anos. Entre eles, destacam-se a festa de São Sebastião; a festa de Nossa Senhora da Piedade; a festa de São Pedro; a festa de emancipação política; a festa da Imaculada Conceição (padroeira municipal) e a festa de Santa Luzia.

### Principais atrativos turísticos

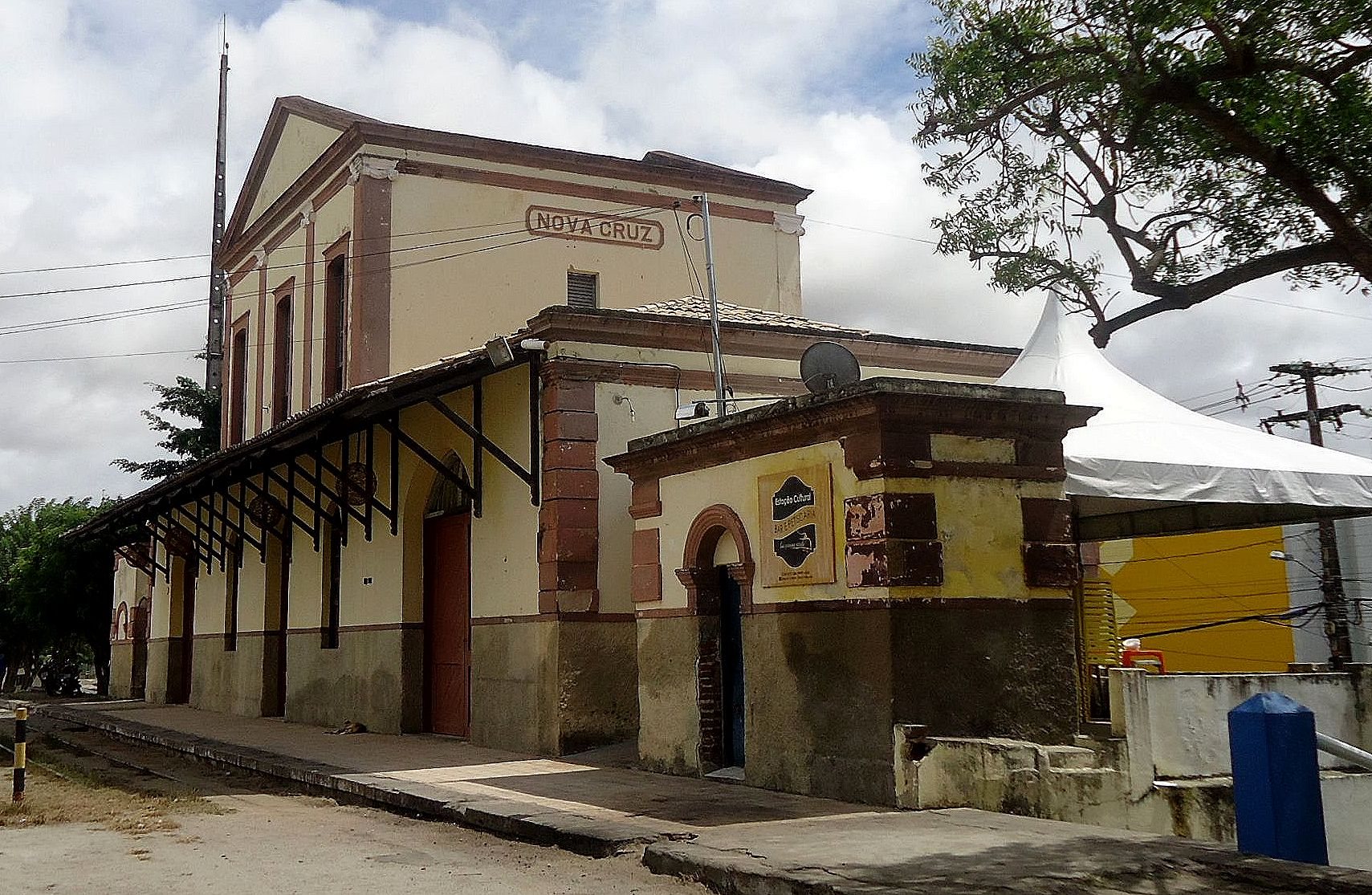
Antiga estação ferroviária de Nova Cruz

A Casa da Cultura de Nova Cruz está instalada no prédio onde funcionava a estação ferroviária. Esta estação, por sua vez, tem um significado muito grande para o município, pois foi nela que os novacruzenses, por décadas, embarcaram e desembarcaram dos trens que cortavam o estado e outros estados vizinhos. O prédio fora construído em fins do século XIX, aproximadamente em 1883, e sua arquitetura segue o padrão das demais estações ferroviárias, largamente aplicadas pelos ingleses ainda no tempo da antiga Great Western. Na programação da Casa de Cultura estão incluídas exposições de artes plásticas de artistas locais, cursos de danças folclóricas, apresentação de repentistas e outras atividades culturais que falam das raízes dos novacruzenses e da Região Agreste.
A Praça do Marco Zero está construída no local onde foi fundada a cidade de Nova Cruz, em meados de 1852. Diz a lenda que foi neste local que o Frei Serafim de Catania fincou uma cruz feita com galhos de inharé, planta muito comum na região, para espantar uma anta esfolada que vivia aterrorizando os habitantes do lugarejo. Fincada a cruz a anta nunca mais apareceu e, a partir dessa dada, o local passou a se chamar Nova Cruz.
Construída no início do século XX, a Igreja Matriz de Nossa Senhora da Conceição é um prédio imponente, como suas colunas interiores que lembram colunas góticas e seu altar-mor, abrigando a virgem da Conceição ao centro, provoca a admiração de todos os fiéis. Além do seu valor arquitetônico, essa igreja tem o seu valor sentimental, pois foi nela que a grande maioria dos novacruzenses realizaram seu batismo, crisma, sua primeira comunhão e o matrimônio.

### Feriados
Segundo a Associação do Ministério Público do Estado do Rio Grande do Norte (AMPERN), em Nova Cruz há quatro feriados municipais, oito feriados nacionais e três pontos facultativos. Os feriados municipais são: o dia de São Sebastião, 20 de janeiro; o dia de emancipação política de Nova Cruz, comemorado no dia 3 de dezembro; o dia da padroeira Nossa Senhora da Conceição, comemorado em 8 de dezembro e o dia de Santa Luzia, que é comemorado em 13 de dezembro.